# Gare de Higashi-Zushi
La gare de Higashi-Zushi (東逗子駅, Higashi-Zushi-eki) est une gare ferroviaire de la ville de Zushi, dans la préfecture de Kanagawa, au Japon. La gare est gérée par la JR East.

## Situation ferroviaire
La gare de Higashi-Zushi est située au point kilométrique (PK) 59,8 de la ligne Yokosuka.

## Histoire
La gare a été inaugurée le 1er avril 1952.

## Services aux voyageurs

### Accès et accueil
La gare dispose d'un bâtiment voyageurs, avec guichets, ouvert tous les jours.

### Desserte
- Ligne  Yokosuka :
  - voie 1 : direction Ōfuna, Yokohama et Tokyo (interconnexion avec la ligne Sōbu pour Chiba)
  - voie 2 : direction Kurihama